# (100702) 1998 AK1
(100702) 1998 AK1 es un asteroide perteneciente al cinturón de asteroides descubierto el 1 de enero de 1998 por el equipo del Spacewatch desde el Observatorio Nacional de Kitt Peak, Arizona, Estados Unidos.

## Designación y nombre
Designado provisionalmente como 1998 AK1.

## Características orbitales
1998 AK1 está situado a una distancia media del Sol de 2,303 ua, pudiendo alejarse hasta 2,886 ua y acercarse hasta 1,721 ua. Su excentricidad es 0,252 y la inclinación orbital 3,074 grados. Emplea 1277,12 días en completar una órbita alrededor del Sol.

## Características físicas
La magnitud absoluta de 1998 AK1 es 16,5. 